# Vittorio (fiets)

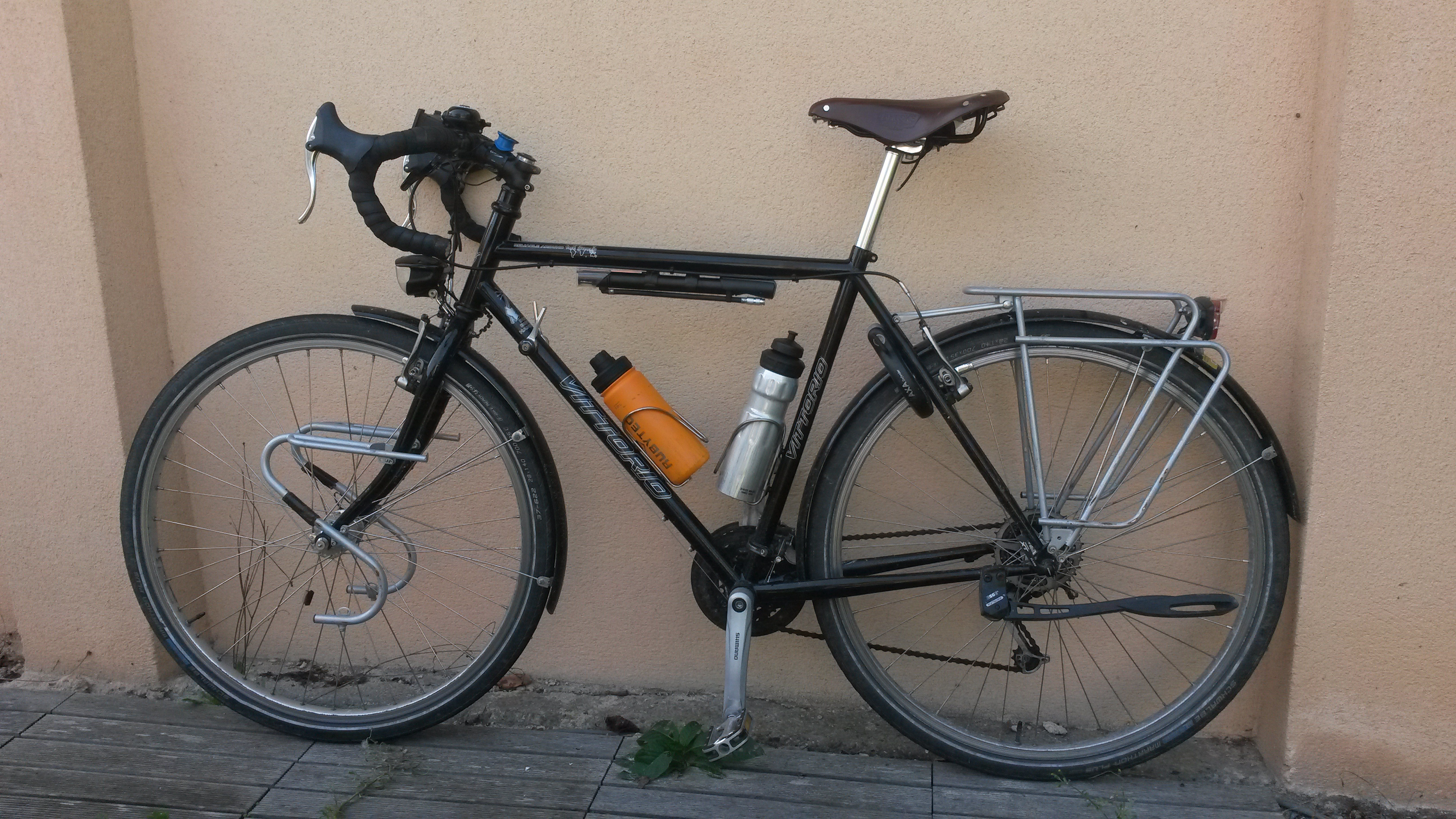
Een Vittorio-randonneur

Vittorio is een fietsmerk en een voormalige winkel in Heerhugowaard (Nederland).
In 1935 begon Vittorio als fietsenwinkel in het centrum van Alkmaar. Vanaf 1947 werden tevens fietsen en frames onder eigen naam geproduceerd. Vanaf de jaren tachtig van de 20e eeuw ging het bedrijf zich steeds meer toeleggen op zogeheten randonneurs (reisfietsen voor wereldfietsers) en sportieve tandems. In 1994 verhuisde het bedrijf naar een groter pand in Heerhugowaard.
Vittorio was een van de laatste bedrijven in Nederland die fietsframes (op maat) bouwen. Daarnaast verkocht de winkel confectiefietsen van diverse merken en fietsaccessoires zoals tassen en kleding, waarbij de nadruk ligt op materiaal voor race- en vakantiefietsers.
De winkel is rond het jaar 2018 gesloten.
Begin 2023 is Vittorio overgenomen en worden er in Wijchen nieuwe fietsen ontwikkeld en gebouwd. Net als het oude Vittorio worden de stalen frames met hand achter de winkel gemaakt en is naast standaardmaten ook maatwerk mogelijk. Vittorio is onderdeel van de Bicycle Hub Wijchen. 